# Équipe du Népal de football
Cet article traite de l'équipe masculine. Pour l'équipe féminine, voir Équipe du Népal féminine de football.
Maillots
Actualités
L'équipe du Népal de football est une sélection des meilleurs joueurs népalais sous l'égide de la Fédération du Népal de football. Son stade pour les rencontres officielles est le Stade Dasarath-Rangasala situé à Katmandou.

## Histoire

### Les débuts (1921-1951)
Les origines du football népalais commence à partir de 1921 pendant la dynastie Rana, il devient très vite le sport national. De nombreux clubs ont été formés ainsi que plusieurs tournois. En 1951, la Fédération du Népal de football (ANFA) a été fondée, et participe à la formation de l'équipe nationale de football au Népal.

### Émergence de 1963 à 1970
En 1963, le Népal dispute ses premiers matchs internationaux à l'extérieur dans une multitude de compétitions, comme le tournoi ANFA. Prakash Bikram Shah est également devenu le premier népalais à marquer sur un sol étranger.

### Modernisation et génération dorée (1970-1990)
En 1970, le Népal est devenu membre de la FIFA. En 1972, le Népal a rejoint la Confédération asiatique de football (AFC). Avec cela, le Népal a joué son premier match international officiel le 13 octobre 1972, où ils ont perdu 2-6 face à la Chine. Le premier footballeur népalais à marquer un but international pour le Népal dans un tournoi de la FIFA est Yam Bahadur Ghale. Y.B. Ghale a marqué contre le Koweït lors des Jeux asiatiques de 1982.
Malgré la popularité du football, le manque d'infrastructures appropriée et a la pénurie de formateurs, techniciens, d'argents et autres installations ont toujours été des obstacles dans la voie des efforts de la Fédération népalaise d'élever le niveau du football des joueurs du Népal, cependant, ils ont été immensément soulagés par la détermination de la FIFA pour promouvoir le football au Népal à travers des programmes de la jeunesse.
Au milieu des années 1980, la FIFA a fourni une assistance financière et a envoyé un certain nombre d'entraîneurs pour aider le Népal à lancer son premier programme de jeunesse, qui a été orientée vers le repérage de talents au niveau local (comme dans les écoles, par exemple) et offrir aux jeunes joueurs le savoir-faire nécessaire, à la fois sur et hors du terrain. Le plan initial de cinq ans a aidé la moitié des joueurs sous le premier programme pour les jeunes à trouver une place dans l'équipe nationale, ce qui a permis à l'équipe de remporter les 2 médailles d'or dans le premier tournoi (SAF) et la sixième aux Jeux d'Asie du Sud principalement composée des jeunes de ce programme. Bien que le Népal soit considéré parmi les nations les moins bien classées, l'équipe nationale a été largement couronnée de succès aux Jeux d'Asie du Sud où ils ont remporté deux médailles d'or, deux d'argent et deux médailles de bronze.
Le Népal a accueilli plusieurs matchs amicaux en dehors de la Confédération asiatique au milieu et à la fin des années 1980, contre le Danemark en 1986; l'URSS et l'Allemagne de l'Est en 1987; et l'Allemagne de l'Ouest en 1989. Dans le même temps, le Népal a également participé à des tournois contre des équipes de club tels que le FC Ural Sverdlovsk Oblast de la Coupe ANFA 1989.

### Depuis 1990
Le Népal a célébré son 100e match international de football en janvier 2003, contre le Bangladesh dans le tournoi d'Asie du Sud (SAFF). Le Népal a eu peu d'impact sur le football asiatique. Au cours de ses 22 ans de participation internationale, l'équipe népalaise n'a joué que 26 pays en dehors de l'Asie du Sud, mais il a vaincu tous les voisins de l'Asie du Sud du pays au cours de divers tournois régionaux. Le Népal a également fait face à des équipes non affiliées à l'AFC dans des tournois compétitifs.
Malgré de nombreuses tentatives pour élever le niveau de jeu, les joueurs du Népal n'ont pas été en mesure de faire leurs marques dans le football international au-delà de l'Asie du Sud. En 2003, pendant les éliminatoires de la Coupe d'Asie des nations, l'équipe nationale du Népal a subi un certain nombre de lourdes défaites en matches qualificatifs, à l'image d'une déroute historique en Corée du Sud, la plus large défaite de son histoire (0-16). Dans leurs six matchs, le Népal a concédé 45 buts et n'a pas fait trembler les filets adverses une seule fois. Cependant, la compétition de qualification pour la Coupe du monde de la FIFA 2002 a vu une des meilleures performances du Népal dans le football international, obtenant deux victoires en quatre matches et inscrivant 13 buts lors des confrontations aller-retour contre Macao et l'Irak.
Lors des qualifications pour la coupe du monde 2018, en Russie, le Népal n'arrive pas à passer le premier tour en étant sorti par l'Inde (défaite 0-2 à l'extérieur à l'aller, match nul 0-0 à domicile au retour).
En 2016, le Népal remporte la première édition de l'AFC Solidarity Cup, un tournoi remplaçant l'AFC Challenge Cup et ouvert aux équipes éliminées lors du premier tour des éliminatoires du Mondial 2018 ou des barrages de qualification pour le 3e tour qualificatif à la Coupe d'Asie 2019 (en). C'est le premier titre international de l'histoire de la sélection. Cette victoire permet en outre aux Népalais de prendre part au 3e tour qualificatif pour la Coupe d'Asie des nations 2019 (en), en remplacement de Guam, contraint de déclarer forfait pour des raisons financières. La formation himalayenne est placée dans le groupe F (en), aux côtés du Yémen, du Tadjikistan et des Philippines. Le 14 novembre 2017, après cinq journées disputées, le Népal pointe à la dernière place de son groupe avec deux points, obtenus grâce à deux matchs nuls et vierge à domicile contre le Yémen et les Philippines, contre trois défaites (1-4 à l'extérieur contre les Philippines, 1-2 à domicile et 0-3 à l'extérieur face au Tadjikistan). Un faible bilan qui élimine les Népalais de la course à la qualification pour la Coupe d'Asie 2019 (le Yémen, provisoirement 2e du groupe et prochain adversaire du Népal, compte cinq longueurs d'avance alors qu'il ne reste plus qu'une journée à disputer).
Concernant la Coupe d'Asie du Sud, le Népal réalise sa meilleure performance lors de l'édition 2021 (en) en atteignant la finale (en), perdue face à l'Inde (0-3). En outre, la sélection himalayenne a fait bonne figure lors des qualifications pour la Coupe du monde 2022 où, en dépit de défaites parfois lourdes contre des adversaires supérieurs sur le papier, elle réussit à éviter la dernière place du groupe en venant à bout à 2 reprises de Taïwan sur le score de 2-0 à l'aller comme au retour.

## Sélection actuelle
Mis à jour le 4 août 2024
| N°         | Nom                  | Date de naissance | Sélections (buts) | Club           |
| ---------- | -------------------- | ----------------- | ----------------- | -------------- |
| Gardiens   |                      |                   |                   |                |
| 12         | Abishek Baral        | 9 avril 2000      | 0 (0)             | Sans club      |
| 22         | Bishal Sunar         | 9 février 2002    | 0 (0)             | Sans club      |
| 1          | Kiran Chemjong       | 20 mars 1990      | 68 (0)            | Punjab         |
| Défenseurs |                      |                   |                   |                |
| 19         | Bishal Basnet        | 29 avril 2002     | 3 (0)             | Sans club      |
| 3          | Bimal Panday         | 21 janvier 1990   | 2 (0)             | Tribhuvan Army |
| 4          | Sanish Shrestha      | 9 novembre 2000   | 11 (0)            | Church Boys    |
| 17         | Ananta Tamang        | 15 janvier 1998   | 42 (2)            | Church Boys    |
| 13         | Abhishek Limbu       | 21 août 1999      | 2 (0)             | Non communiqué |
| 8          | Saubhagya Rai        | 23 juin 1997      | 4 (0)             | Non communiqué |
| 14         | Sumit Shrestha       | 30 janvier 2004   | 1 (0)             | Sans club      |
|            | Chhiring Lama        | 7 avril 2002      | 5 (0)             | Church Boys    |
| Milieux    |                      |                   |                   |                |
| 11         | Rohit Chand          | 1er mars 1992     | 61 (0)            | Persik Kediri  |
| 6          | Mani Lama            | 24 mars 1996      | 2 (0)             | Sans club      |
| 23         | Aashish Rai          | 24 février 2003   | 0 (0)             | Sans club      |
| 7          | Basant Jimba         | 20 juin 2000      | 1 (0)             | Tribhuvan Army |
| 18         | Laken Limbu          | 24 juillet 2002   | 10 (0)            | Church Boys    |
| Attaquants |                      |                   |                   |                |
| 10         | Sanjeeb Bista        | 14 février 2002   | 4 (1)             | Church Boys    |
| 15         | Manish Dangi         | 17 septembre 2001 | 23 (2)            | Rayong         |
| 16         | Gillespye Jung Karki | 19 novembre 1998  | 7 (1)             | Tribhuvan Army |
|            | Hisub Thapaliya      | 16 janvier 1999   | 7 (0)             | Sans club      |
|            | Aashik Chaudhary     | 23 janvier 2001   | 0 (0)             | Sans club      |
|            | Ayush Ghalan         | 21 février 2004   | 18 (1)            | Church Boys    |
|            | Bharat Khawas        | 22 juillet 1991   | 43 (8)            | Tribhuvan Army |

## Tenue historique par année
Domicile
| 1981 · 0 | 1989 · 0 |

| 1993 · (1993 SAG) | 1993 · (SAARC GC) | 1994 · (1994 AG) | 1995–1996 · (1995 SGC) | 1995 · (1995 SAG) | 1997 · (1998 WCQ) | 1998 · (1998 AG) | 1999 · (2000 OGQ) | 1999 · (1999 SGC) |

| 1999–2002 · (1999 SAG) | 2003 · (2003 SGC) | 2003 · (2004 ACQ) | 2004–2005 · (2005 SGC) | 2006 · (2006 ACC) | 2008 · (2008 ACC) | 2009 · (2009 SC) | 2011–2012 · (SC & ACC) | 2013–2014 · (2013 SC) |

Extérieur
| 1984 · (1984 SAG) | 1993 · (1993 SAG) | 1993 · (SAARC GC) | 1997 · (1998 WCQ) | 1999 · (2000 OGQ) |

| 1999–2000 · (1999 SAG) | 2003 · (2004 ACQ) | 2004–2005 · (2005 SGC) | 2006 · (2006 ACC) | 2007 · (2010 WCQ) | 2008 · (2008 ACC) | 2009 · (2009 SC) | 2011–2012 · (SC & ACC) | 2013–2014 · (2013 SC) |

## Palmarès
- AFC Solidarity Cup 2016 : Vainqueur
- Championnat d'Asie du Sud : Finaliste en 2021

### Classement FIFA
| Année              | 1993 | 1994 | 1995 | 1996 | 1997 | 1998 | 1999 | 2000 | 2001 | 2002 | 2003 | 2004 | 2005 | 2006 | 2007 | 2008 | 2009 | 2010 | 2011 | 2012 | 2013 | 2014 | 2015 | 2016 | 2017 | 2018 | 2019 | 2020 | 2021 | 2022 | 2023 | 2024 |
| ------------------ | ---- | ---- | ---- | ---- | ---- | ---- | ---- | ---- | ---- | ---- | ---- | ---- | ---- | ---- | ---- | ---- | ---- | ---- | ---- | ---- | ---- | ---- | ---- | ---- | ---- | ---- | ---- | ---- | ---- | ---- | ---- | ---- |
| Classement mondial | 124  | 138  | 147  | 151  | 155  | 176  | 157  | 166  | 156  | 165  | 165  | 177  | 175  | 170  | 186  | 174  | 152  | 172  | 153  | 171  | 172  | 186  | 192  | 181  | 171  | 161  | 170  | 171  | 169  | 175  | 175  | 175  |

### Parcours enCoupe du monde
| Année | Position     |      | Année             | Position |                   | Année | Position |
| 1930  | Non inscrite | 1974 | Non inscrite      | 2010     | Tour préliminaire |       |          |
| 1934  | Non inscrite | 1978 | Non inscrite      | 2014     | Tour préliminaire |       |          |
| 1938  | Non inscrite | 1982 | Non inscrite      | 2018     | Tour préliminaire |       |          |
| 1950  | Non inscrite | 1986 | Tour préliminaire | 2022     | Tour préliminaire |       |          |
| 1954  | Non inscrite | 1990 | Tour préliminaire | 2026     | Tour préliminaire |       |          |
| 1958  | Non inscrite | 1994 | Non inscrite      | 2030     | À venir           |       |          |
| 1962  | Non inscrite | 1998 | Tour préliminaire | 2034     | À venir           |       |          |
| 1966  | Non inscrite | 2002 | Tour préliminaire |          |                   |       |          |
| 1970  | Non inscrite | 2006 | Forfait           |          |                   |       |          |

### Parcours enCoupe d'Asie
| Année | Position     |      | Année             | Position |                        | Année | Position |
| 1956  | Non inscrite | 1984 | Tour préliminaire | 2011     | Tour préliminaire      |       |          |
| 1960  | Non inscrite | 1988 | Tour préliminaire | 2015     | Tour préliminaire      |       |          |
| 1964  | Non inscrite | 1992 | Non inscrite      | 2019     | Tour préliminaire      |       |          |
| 1968  | Non inscrite | 1996 | Tour préliminaire | 2023     | Tour préliminaire      |       |          |
| 1972  | Non inscrite | 2000 | Tour préliminaire | 2027     | Éliminatoires en cours |       |          |
| 1976  | Non inscrite | 2004 | Tour préliminaire |          |                        |       |          |
| 1980  | Non inscrite | 2007 | Non inscrite      |          |                        |       |          |

### Parcours enCoupe d'Asie du Sud
- 1993 : 3e place
- 1995 : 4e place
- 1997 : 1er tour
- 1999 : 4e place
- 2003 : 1er tour
- 2005 : 1er tour
- 2008 : 1er tour
- 2009 : 1er tour
- 2011 : Demi-finaliste
- 2013 : Demi-finaliste
- 2015 : 1er tour
- 2018 : Demi-finaliste
- 2021 : Finaliste
- 2023 : 1er tour
- 2026 : À venir

### Parcours enAFC Challenge Cup
- 2006 : Demi-finaliste
- 2008 : 1er tour
- 2010 : Non inscrit
- 2012 : 1er tour
- 2014 : Non inscrit

## Les adversaires du Népal de 1972 à aujourd'hui

### Match par adversaire
| Date               | Lieu                        | Équipe | Résultat  | Adversaire             |
| ------------------ | --------------------------- | ------ | --------- | ---------------------- |
| 13 octobre 1972    | ---                         | Népal  | 2-6       | Chine                  |
| 19 février 1982    | ---                         | Népal  | 0-4       | Iran                   |
| 20 février 1982    | ---                         | Népal  | 0-2       | Pakistan               |
| 21 février 1982    | ---                         | Népal  | 0-1       | Oman                   |
| 23 février 1982    | ---                         | Népal  | 1-1       | Bangladesh             |
| 1er mai 1982       | ---                         | Népal  | 0-4       | Chine                  |
| 2 mai 1982         | ---                         | Népal  | 0-1       | Philippines            |
| 5 mai 1982         | ---                         | Népal  | 0-2       | Singapour              |
| 7 mai 1982         | ---                         | Népal  | 1-3       | Thaïlande              |
| 20 novembre 1982   | ---                         | Népal  | 0-3       | Birmanie               |
| 24 novembre 1982   | ---                         | Népal  | 0-3       | Irak                   |
| 26 novembre 1982   | ---                         | Népal  | 0-3       | Koweït                 |
| 19 septembre 1983  | ---                         | Népal  | 0-7       | Malaisie               |
| 22 septembre 1983  | ---                         | Népal  | 0-2       | Algérie                |
| 25 septembre 1983  | ---                         | Népal  | 0-1       | Bangladesh             |
| 26 octobre 1984    | Djeddah Arabie saoudite     | Népal  | 0-11      | Émirats arabes unis    |
| 18 novembre 1984   | ---                         | Népal  | 4-0       | Maldives               |
| 21 novembre 1984   | ---                         | Népal  | 0-5       | Bangladesh             |
| 2 mars 1985        | ---                         | Népal  | 0-2       | Corée du Sud           |
| 16 mars 1985       | ---                         | Népal  | 0-0       | Malaisie               |
| 31 mars 1985       | ---                         | Népal  | 0-5       | Malaisie               |
| 6 avril 1985       | ---                         | Népal  | 0-4       | Corée du Sud           |
| 4 juin 1986        | ---                         | Népal  | 2-4       | Hong Kong              |
| 10 juin 1986       | ---                         | Népal  | 1-3       | Koweït                 |
| 14 juin 1986       | ---                         | Népal  | 1-3       | Chine                  |
| 20 septembre 1986  | ---                         | Népal  | 0-5       | Japon                  |
| 22 septembre 1986  | ---                         | Népal  | 0-5       | Koweït                 |
| 26 septembre 1986  | ---                         | Népal  | 0-1       | Bangladesh             |
| 28 septembre 1986  | ---                         | Népal  | 0-6       | Iran                   |
| 2 décembre 1986    | ---                         | Népal  | 0-0       | Singapour              |
| 4 décembre 1986    | ---                         | Népal  | 1-0       | Bangladesh             |
| 10 décembre 1986   | ---                         | Népal  | 0-3       | Chine                  |
| 11 décembre 1986   | ---                         | Népal  | 1-2       | Corée du Sud           |
| 18 avril 1987      | ---                         | Népal  | 0-0       | Inde                   |
| 24 avril 1987      | ---                         | Népal  | 0-0       | Inde                   |
| 25 avril 1987      | ---                         | Népal  | 2-2       | Pakistan               |
| 28 avril 1987      | ---                         | Népal  | 1-0       | Pakistan               |
| 15 septembre 1987  | ---                         | Népal  | 0-5       | Japon                  |
| 18 septembre 1987  | ---                         | Népal  | 0-9       | Japon                  |
| 23 septembre 1987  | ---                         | Népal  | 0-8       | Chine                  |
| 26 septembre 1987  | ---                         | Népal  | 0-12      | Chine                  |
| 1er octobre 1987   | ---                         | Népal  | 0-3       | Thaïlande              |
| 4 octobre 1987     | ---                         | Népal  | 1-2       | Thaïlande              |
| 21 novembre 1987   | ---                         | Népal  | 1-0       | Bangladesh             |
| 26 novembre 1987   | ---                         | Népal  | 0-1       | Inde                   |
| 25 mai 1988        | ---                         | Népal  | 0-0       | Hong Kong              |
| 28 mai 1988        | ---                         | Népal  | 0-1       | Corée du Nord          |
| 1er juin 1988      | ---                         | Népal  | 0-3       | Syrie                  |
| 4 juin 1988        | ---                         | Népal  | 0-3       | Iran                   |
| 8 août 1991        | ---                         | Népal  | 0-5       | Corée du Nord          |
| 17 août 1991       | ---                         | Népal  | 0-1       | Maldives               |
| 21 août 1991       | ---                         | Népal  | 0-4       | Chine                  |
| 23 août 1991       | ---                         | Népal  | 1-4       | Singapour              |
| 26 août 1991       | ---                         | Népal  | 0-5       | Corée du Nord          |
| 28 août 1991       | ---                         | Népal  | 1-2       | Maldives               |
| 1er septembre 1991 | ---                         | Népal  | 0-10      | Chine                  |
| 3 septembre 1991   | ---                         | Népal  | 1-4       | Singapour              |
| 22 décembre 1991   | ---                         | Népal  | 2-2       | Sri Lanka              |
| 24 décembre 1991   | ---                         | Népal  | 0-1       | Maldives               |
| 28 décembre 1991   | ---                         | Népal  | 0-2       | Bangladesh             |
| 17 juillet 1993    | ---                         | Népal  | 0-0       | Pakistan               |
| 19 juillet 1993    | ---                         | Népal  | 0-0       | Sri Lanka              |
| 22 décembre 1993   | ---                         | Népal  | 0-1       | Bangladesh             |
| 24 décembre 1993   | ---                         | Népal  | 0-0       | Maldives               |
| 26 décembre 1993   | ---                         | Népal  | 2-2 (3-4) | Inde                   |
| 27 mars 1995       | Colombo Sri Lanka           | Népal  | 0-2       | Bangladesh             |
| 29 mars 1995       | Colombo Sri Lanka           | Népal  | 2-0       | Pakistan               |
| 31 mars 1995       | Colombo Sri Lanka           | Népal  | 1-2       | Sri Lanka              |
| 10 juin 1996       | ---                         | Népal  | 0-8       | Iran                   |
| 12 juin 1996       | ---                         | Népal  | 0-7       | Oman                   |
| 14 juin 1996       | ---                         | Népal  | 1-3       | Sri Lanka              |
| 17 juillet 1996    | ---                         | Népal  | 2-1       | Oman                   |
| 19 juillet 1996    | ---                         | Népal  | 0-4       | Iran                   |
| 21 juillet 1996    | ---                         | Népal  | 0-2       | Sri Lanka              |
| 23 mars 1997       | ---                         | Népal  | 1-1       | Macao                  |
| 25 mars 1997       | ---                         | Népal  | 0-1       | Oman                   |
| 27 mars 1997       | ---                         | Népal  | 0-6       | Japon                  |
| 22 juin 1997       | ---                         | Népal  | 0-6       | Oman                   |
| 25 juin 1997       | ---                         | Népal  | 0-3       | Japon                  |
| 28 juin 1997       | ---                         | Népal  | 1-2       | Macao                  |
| 4 septembre 1997   | ---                         | Népal  | 0-2       | Pakistan               |
| 8 septembre 1997   | ---                         | Népal  | 1-3       | Sri Lanka              |
| 19 décembre 1997   | ---                         | Népal  | 1-0       | Maldives               |
| 23 décembre 1997   | ---                         | Népal  | 1-2       | Bangladesh             |
| 25 décembre 1997   | ---                         | Népal  | 0-3       | Inde                   |
| 27 décembre 1997   | ---                         | Népal  | 0-0 (5-3) | Sri Lanka              |
| 1er décembre 1998  | ---                         | Népal  | 0-5       | Japon                  |
| 5 décembre 1998    | ---                         | Népal  | 0-1       | Inde                   |
| 25 avril 1999      | ---                         | Népal  | 3-2       | Sri Lanka              |
| 27 avril 1999      | ---                         | Népal  | 2-3       | Maldives               |
| 29 avril 1999      | ---                         | Népal  | 1-2       | Bangladesh             |
| 1er mai 1999       | ---                         | Népal  | 0-2       | Maldives               |
| 12 juin 1999       | ---                         | Népal  | 1-2       | Hong Kong              |
| 14 juin 1999       | ---                         | Népal  | 0-5       | Japon                  |
| 16 juin 1999       | ---                         | Népal  | 1-0       | Philippines            |
| 20 juin 1999       | ---                         | Népal  | 1-1       | Malaisie               |
| 26 juin 1999       | ---                         | Népal  | 0-9       | Japon                  |
| 28 juin 1999       | ---                         | Népal  | 1-2       | Hong Kong              |
| 30 juin 1999       | ---                         | Népal  | 2-2       | Philippines            |
| 4 juillet 1999     | ---                         | Népal  | 2-3       | Malaisie               |
| 28 septembre 1999  | ---                         | Népal  | 1-3       | Pakistan               |
| 30 septembre 1999  | ---                         | Népal  | 0-4       | Inde                   |
| 10 février 2000    | ---                         | Népal  | 0-3       | Yémen                  |
| 12 février 2000    | ---                         | Népal  | 0-3       | Bhoutan                |
| 14 février 2000    | ---                         | Népal  | 0-5       | Turkménistan           |
| 18 février 2000    | ---                         | Népal  | 0-5       | Koweït                 |
| 12 avril 2001      | ---                         | Népal  | 0-6       | Kazakhstan             |
| 14 avril 2001      | ---                         | Népal  | 1-9       | Irak                   |
| 16 avril 2001      | ---                         | Népal  | 4-1       | Macao                  |
| 21 avril 2001      | ---                         | Népal  | 0-4       | Kazakhstan             |
| 23 avril 2001      | ---                         | Népal  | 2-4       | Irak                   |
| 25 avril 2001      | ---                         | Népal  | 1-6       | Macao                  |
| 11 janvier 2003    | ---                         | Népal  | 0-1       | Bangladesh             |
| 13 janvier 2003    | ---                         | Népal  | 2-0       | Bhoutan                |
| 15 janvier 2003    | ---                         | Népal  | 2-3       | Maldives               |
| 18 mars 2003       | ---                         | Népal  | 4-0       | Afghanistan            |
| 20 mars 2003       | ---                         | Népal  | 0-2       | Kirghizistan           |
| 12 avril 2003      | ---                         | Népal  | 0-1       | Palestine              |
| 14 avril 2003      | ---                         | Népal  | 1-2       | Palestine              |
| 25 septembre 2003  | ---                         | Népal  | 0-7       | Oman                   |
| 27 septembre 2003  | ---                         | Népal  | 0-5       | Vietnam                |
| 29 septembre 2003  | ---                         | Népal  | 0-16      | Corée du Sud           |
| 19 octobre 2003    | ---                         | Népal  | 0-6       | Oman                   |
| 21 octobre 2003    | ---                         | Népal  | 0-2       | Vietnam                |
| 24 octobre 2003    | ---                         | Népal  | 0-7       | Corée du Sud           |
| 3 décembre 2003    | ---                         | Népal  | 3-0       | Pakistan               |
| 5 décembre 2003    | ---                         | Népal  | 1-1       | Bangladesh             |
| 25 septembre 2004  | ---                         | Népal  | 0-3       | Japon                  |
| 27 septembre 2004  | ---                         | Népal  | 1-0       | Vietnam                |
| 29 septembre 2004  | ---                         | Népal  | 0-3       | Malaisie               |
| 15 novembre 2005   | ---                         | Népal  | 2-1       | Kirghizistan           |
| 17 novembre 2005   | ---                         | Népal  | 2-0       | Ouzbékistan            |
| 22 novembre 2005   | ---                         | Népal  | 0-1       | Kirghizistan           |
| 28 novembre 2005   | ---                         | Népal  | 0-2       | Kirghizistan           |
| 8 décembre 2005    | ---                         | Népal  | 1-2       | Inde                   |
| 10 décembre 2005   | ---                         | Népal  | 0-2       | Bangladesh             |
| 12 décembre 2005   | ---                         | Népal  | 3-1       | Bhoutan                |
| 2 avril 2006       | ---                         | Népal  | 2-0       | Bhoutan                |
| 4 avril 2006       | ---                         | Népal  | 1-2       | Brunei                 |
| 6 avril 2006       | ---                         | Népal  | 1-1       | Sri Lanka              |
| 12 avril 2006      | ---                         | Népal  | 1-1 (5-3) | Sri Lanka              |
| 8 octobre 2007     | ---                         | Népal  | 0-2       | Oman                   |
| 28 octobre 2007    | ---                         | Népal  | 0-2       | Oman                   |
| 25 mars 2008       | ---                         | Népal  | 1-1       | Pakistan               |
| 27 mars 2008       | ---                         | Népal  | 0-2       | Pakistan               |
| 20 mai 2008        | ---                         | Népal  | 0-7       | Thaïlande              |
| 24 mai 2008        | ---                         | Népal  | 3-2       | Macao                  |
| 26 mai 2008        | ---                         | Népal  | 1-0       | Cambodge               |
| 3 juin 2008        | ---                         | Népal  | 0-4       | Inde                   |
| 5 juin 2008        | ---                         | Népal  | 1-4       | Maldives               |
| 7 juin 2008        | ---                         | Népal  | 4-1       | Pakistan               |
| 31 juillet 2008    | ---                         | Népal  | 0-3       | Birmanie               |
| 2 août 2008        | ---                         | Népal  | 0-1       | Corée du Nord          |
| 4 août 2008        | ---                         | Népal  | 3-0       | Sri Lanka              |
| 15 octobre 2008    | ---                         | Népal  | 0-4       | Malaisie               |
| 17 octobre 2008    | ---                         | Népal  | 2-2       | Afghanistan            |
| 26 mars 2009       | ---                         | Népal  | 0-0       | Palestine              |
| 28 mars 2009       | ---                         | Népal  | 1-1       | Kirghizistan           |
| 29 novembre 2009   | ---                         | Népal  | 2-1       | Bhoutan                |
| 5 décembre 2009    | ---                         | Népal  | 1-1       | Maldives               |
| 19 décembre 2009   | ---                         | Népal  | 3-0       | Afghanistan            |
| 17 mars 2011       | ---                         | Népal  | 1-0       | Bhoutan                |
| 17 mars 2011       | ---                         | Népal  | 2-1       | Bhoutan                |
| 7 avril 2011       | ---                         | Népal  | 1-0       | Afghanistan            |
| 9 avril 2011       | ---                         | Népal  | 0-1       | Corée du Nord          |
| 11 avril 2011      | ---                         | Népal  | 0-0       | Sri Lanka              |
| 29 juin 2011       | ---                         | Népal  | 2-1       | Timor oriental         |
| 2 juillet 2011     | ---                         | Népal  | 5-0       | Timor oriental         |
| 23 juillet 2011    | ---                         | Népal  | 0-9       | Jordanie               |
| 28 juillet 2011    | Katmandou Népal             | Népal  | 1-1       | Jordanie               |
| 11 octobre 2011    | Manille Philippines         | Népal  | 0-4       | Philippines            |
| 2 décembre 2011    | New Delhi Inde              | Népal  | 1-1       | Maldives               |
| 4 décembre 2011    | New Delhi Inde              | Népal  | 1-0       | Bangladesh             |
| 6 décembre 2011    | New Delhi Inde              | Népal  | 1-1       | Pakistan               |
| 9 décembre 2011    | New Delhi Inde              | Népal  | 0-1       | Afghanistan            |
| 8 mars 2012        | Katmandou Népal             | Népal  | 0-2       | Palestine              |
| 10 mars 2012       | Katmandou Népal             | Népal  | 0-1       | Maldives               |
| 12 mars 2012       | Katmandou Népal             | Népal  | 0-3       | Turkménistan           |
| 23 août 2012       | New Delhi Inde              | Népal  | 1-2       | Maldives               |
| 28 août 2012       | New Delhi Inde              | Népal  | 0-1       | Inde                   |
| 30 août 2012       | New Delhi Inde              | Népal  | 0-2       | Syrie                  |
| 20 septembre 2012  | Katmandou Népal             | Népal  | 1-1       | Bangladesh             |
| 6 février 2013     | Katmandou Népal             | Népal  | 0-1       | Pakistan               |
| 9 février 2013     | Katmandou Népal             | Népal  | 0-1       | Pakistan               |
| 2 mars 2013        | Katmandou Népal             | Népal  | 6-0       | Îles Mariannes du Nord |
| 4 mars 2013        | Katmandou Népal             | Népal  | 0-2       | Bangladesh             |
| 6 mars 2013        | Katmandou Népal             | Népal  | 0-0       | Palestine              |
| 31 août 2013       | Katmandou Népal             | Népal  | 2-0       | Bangladesh             |
| 3 septembre 2013   | Katmandou Népal             | Népal  | 1-1       | Pakistan               |
| 5 septembre 2013   | Katmandou Népal             | Népal  | 2-1       | Inde                   |
| 8 septembre 2013   | Katmandou Népal             | Népal  | 0-1       | Afghanistan            |
| 19 novembre 2013   | Siliguri Inde               | Népal  | 0-2       | Inde                   |
| 25 mars 2014       | Doha Qatar                  | Népal  | 0-2       | Yémen                  |
| 11 avril 2014      | Doha Qatar                  | Népal  | 0-3       | Philippines            |
| 25 juin 2014       | Malang Indonésie            | Népal  | 0-2       | Indonésie              |
| 31 octobre 2014    | Doha Qatar                  | Népal  | 0-3       | Philippines            |
| 12 mars 2015       | Guwahati Inde               | Népal  | 0-2       | Inde                   |
| 17 mars 2015       | Katmandou Népal             | Népal  | 0-0       | Inde                   |
| 31 août 2015       | Pune Inde                   | Népal  | 0-0       | Inde                   |
| 23 décembre 2015   | Trivandrum Inde             | Népal  | 0-1       | Sri Lanka              |
| 27 décembre 2015   | Trivandrum Inde             | Népal  | 1-4       | Inde                   |
| 13 janvier 2016    | Dacca Bangladesh            | Népal  | 1-0       | Sri Lanka              |
| 15 janvier 2016    | Dacca Bangladesh            | Népal  | 0-0       | Bangladesh             |
| 29 mai 2016        | Vientiane Laos              | Népal  | 1-1       | Laos                   |
| 5 novembre 2016    | Kuching Malaisie            | Népal  | 0-0       | Timor oriental         |
| 8 novembre 2016    | Kuching Malaisie            | Népal  | 3-0       | Brunei                 |
| 12 novembre 2016   | Kuching Malaisie            | Népal  | 2-2 (3-0) | Laos                   |
| 15 novembre 2016   | Kuching Malaisie            | Népal  | 1-0       | Macao                  |
| 28 mars 2017       | Manille Philippines         | Népal  | 1-4       | Philippines            |
| 6 juin 2017        | Bombay Inde                 | Népal  | 0-2       | Inde                   |
| 13 juin 2017       | Katmandou Népal             | Népal  | 0-0       | Yémen                  |
| 5 septembre 2017   | Katmandou Népal             | Népal  | 1-2       | Tadjikistan            |
| 10 octobre 2017    | Hisor Tadjikistan           | Népal  | 0-3       | Tadjikistan            |
| 14 novembre 2017   | Patan Népal                 | Népal  | 0-0       | Philippines            |
| 27 mars 2018       | Doha Qatar                  | Népal  | 1-2       | Yémen                  |
| 4 septembre 2018   | Dacca Bangladesh            | Népal  | 1-2       | Pakistan               |
| 6 septembre 2018   | Dacca Bangladesh            | Népal  | 4-0       | Bhoutan                |
| 8 septembre 2018   | Dacca Bangladesh            | Népal  | 2-0       | Bangladesh             |
| 12 septembre 2018  | Dacca Bangladesh            | Népal  | 0-3       | Maldives               |
| 2 octobre 2018     | Sylhet Bangladesh           | Népal  | 0-2       | Tadjikistan            |
| 6 octobre 2018     | Sylhet Bangladesh           | Népal  | 0-1       | Palestine              |
| 21 mars 2019       | Al Ahmadi Koweït            | Népal  | 0-0       | Koweït                 |
| 25 mars 2019       | Al Ahmadi Koweït            | Népal  | 0-1       | Koweït                 |
| 2 juin 2019        | Kuala Lumpur Malaisie       | Népal  | 0-2       | Malaisie               |
| 6 juin 2019        | Kaohsiung Taïwan            | Népal  | 1-1       | Taipei chinois         |
| 5 septembre 2019   | Koweït Koweït               | Népal  | 0-7       | Koweït                 |
| 10 septembre 2019  | Taipei Taïwan               | Népal  | 2-0       | Taipei chinois         |
| 10 octobre 2019    | Canberra Australie          | Népal  | 0-5       | Australie              |
| 15 octobre 2019    | Amman Jordanie              | Népal  | 0-3       | Jordanie               |
| 7 novembre 2019    | Mandalay Birmanie           | Népal  | 0-3       | Birmanie               |
| 19 novembre 2019   | Thimphou Bhoutan            | Népal  | 0-1       | Koweït                 |
| 13 novembre 2020   | Dacca Bangladesh            | Népal  | 0-2       | Bangladesh             |
| 17 novembre 2020   | Dacca Bangladesh            | Népal  | 0-0       | Bangladesh             |
| 25 mars 2021       | Katmandou Népal             | Népal  | 0-0       | Kirghizistan U23 (en)  |
| 27 mars 2021       | Katmandou Népal             | Népal  | 0-0       | Bangladesh             |
| 29 mars 2021       | Katmandou Népal             | Népal  | 2-1       | Bangladesh             |
| 29 mai 2021        | Al-Majma'ah Arabie saoudite | Népal  | 2-6       | Irak                   |
| 3 juin 2021        | Koweït Koweït               | Népal  | 2-0       | Taipei chinois         |
| 7 juin 2021        | Koweït Koweït               | Népal  | 0-3       | Jordanie               |
| 11 juin 2021       | Koweït Koweït               | Népal  | 0-3       | Australie              |
| 2 septembre 2021   | Katmandou Népal             | Népal  | 1-1       | Inde                   |
| 5 septembre 2021   | Katmandou Népal             | Népal  | 1-2       | Inde                   |
| 26 septembre 2021  | Doha Qatar                  | Népal  | 2-7       | Oman                   |
| 1er octobre 2021   | Malé Maldives               | Népal  | 1-0       | Maldives               |
| 4 octobre 2021     | Malé Maldives               | Népal  | 3-2       | Sri Lanka              |
| 10 octobre 2021    | Malé Maldives               | Népal  | 0-1       | Inde                   |
| 13 octobre 2021    | Malé Maldives               | Népal  | 1-1       | Bangladesh             |
| 16 octobre 2021    | Malé Maldives               | Népal  | 0-3       | Inde                   |
| 29 janvier 2022    | Katmandou Népal             | Népal  | 1-0       | Maurice                |
| 1er février 2022   | Katmandou Népal             | Népal  | 1-0       | Maurice                |
| 24 mars 2022       | Chonburi Thaïlande          | Népal  | 0-2       | Thaïlande              |
| 27 mars 2022       | Chonburi Thaïlande          | Népal  | 1-3       | Chonburi               |
| 28 mai 2022        | Doha Qatar                  | Népal  | 2-2       | Timor oriental         |
| 3 juin 2022        | Doha Qatar                  | Népal  | 0-2       | Oman                   |
| 8 juin 2022        | Koweït Koweït               | Népal  | 0-2       | Jordanie               |
| 11 juin 2022       | Koweït Koweït               | Népal  | 1-4       | Koweït                 |
| 14 juin 2022       | Koweït Koweït               | Népal  | 0-7       | Indonésie              |
| 27 septembre 2022  | Katmandou Népal             | Népal  | 3-1       | Bangladesh             |
| 16 novembre 2022   | Katmandou Népal             | Népal  | 1-0       | Pakistan               |
| 22 mars 2023       | Katmandou Népal             | Népal  | 2-0       | Laos                   |
| 28 mars 2023       | Katmandou Népal             | Népal  | 1-1       | Bhoutan                |
| 31 mars 2023       | Katmandou Népal             | Népal  | 2-1       | Laos                   |
| 15 juin 2023       | Manille Philippines         | Népal  | 0-1       | Philippines            |
| 21 juin 2023       | Bangalore Inde              | Népal  | 1-3       | Koweït                 |
| 24 juin 2023       | Bangalore Inde              | Népal  | 0-2       | Inde                   |
| 27 juin 2023       | Bangalore Inde              | Népal  | 1-0       | Pakistan               |
| 8 septembre 2023   | Rangoun Birmanie            | Népal  | 0-0       | Birmanie               |
| 11 septembre 2023  | Rangoun Birmanie            | Népal  | 0-1       | Birmanie               |
| 12 octobre 2023    | Katmandou Népal             | Népal  | 1-1       | Laos                   |
| 17 octobre 2023    | Vientiane Laos              | Népal  | 1-0       | Laos                   |
| 16 novembre 2023   | Dubaï Émirats arabes unis   | Népal  | 0-4       | Émirats arabes unis    |
| 21 novembre 2023   | Katmandou Népal             | Népal  | 0-2       | Yémen                  |
| 21 mars 2024       | Riffa Bahreïn               | Népal  | 0-5       | Bahreïn                |
| 26 mars 2024       | Riffa Bahreïn               | Népal  | 0-3       | Bahreïn                |
| 6 juin 2024        | Dammam Arabie saoudite      | Népal  | 0-4       | Émirats arabes unis    |
| 11 juin 2024       | Dammam Arabie saoudite      | Népal  | 2-2       | Yémen                  |
| 13 novembre 2024   | Douchanbé Tadjikistan       | Népal  | 0-4       | Tadjikistan            |
| 16 novembre 2024   | Douchanbé Tadjikistan       | Népal  | 2-0       | Afghanistan            |
| 21 mars 2025       | Singapour                   | Népal  | 1-0       | Singapour              |
| 25 mars 2025       | Johor Bahru Malaisie        | Népal  | 0-2       | Malaisie               |
| 5 juin 2025        | Hong Kong                   | Népal  | 0-0       | Hong Kong              |
| 10 juin 2025       | Vientiane Laos              | Népal  | 1-2       | Laos                   |
| 9 octobre 2025     | Thủ Dầu Một Viêt Nam        | Népal  |           | Vietnam                |
| 14 octobre 2025    | Katmandou Népal             | Népal  |           | Vietnam                |
| 18 novembre 2025   | Katmandou Népal             | Népal  |           | Malaisie               |
| 31 mars 2026       | Katmandou Népal             | Népal  |           | Laos                   |

### Nations rencontrées
| Adversaire          | Joués | Victoires | Matchs nuls | Défaites |
| ------------------- | ----- | --------- | ----------- | -------- |
| Afghanistan         | 7     | 4         | 1           | 2        |
| Arabie saoudite     | 1     | 0         | 0           | 1        |
| Australie           | 2     | 0         | 0           | 2        |
| Bahreïn             | 2     | 0         | 0           | 2        |
| Bangladesh          | 29    | 9         | 6           | 14       |
| Bhoutan             | 15    | 14        | 1           | 0        |
| Birmanie            | 5     | 0         | 1           | 4        |
| Brunei              | 2     | 1         | 0           | 1        |
| Cambodge            | 1     | 1         | 0           | 0        |
| Chine               | 4     | 0         | 0           | 4        |
| Corée du Nord       | 4     | 0         | 0           | 4        |
| Corée du Sud        | 8     | 0         | 0           | 8        |
| Émirats arabes unis | 3     | 0         | 0           | 3        |
| Hong Kong           | 3     | 1         | 2           | 0        |
| Inde                | 23    | 1         | 5           | 17       |
| Indonésie           | 2     | 0         | 0           | 2        |
| Irak                | 4     | 0         | 0           | 4        |
| Iran                | 5     | 0         | 0           | 5        |
| Japon               | 4     | 0         | 0           | 4        |
| Jordanie            | 5     | 0         | 1           | 4        |
| Kazakhstan          | 2     | 0         | 0           | 2        |
| Kirghizistan        | 2     | 0         | 1           | 1        |
| Koweït              | 10    | 0         | 1           | 9        |
| Laos                | 7     | 3         | 3           | 1        |
| Macao               | 6     | 4         | 1           | 1        |
| Malaisie            | 8     | 0         | 1           | 7        |
| Maldives            | 17    | 5         | 4           | 8        |
| Maurice             | 2     | 2         | 0           | 0        |
| Oman                | 13    | 0         | 0           | 13       |
| Pakistan            | 19    | 6         | 4           | 9        |
| Palestine           | 4     | 0         | 2           | 2        |
| Philippines         | 7     | 1         | 1           | 5        |
| Singapour           | 5     | 1         | 1           | 3        |
| Sri Lanka           | 17    | 4         | 7           | 6        |
| Syrie               | 2     | 0         | 0           | 2        |
| Tadjikistan         | 4     | 0         | 0           | 4        |
| Taipei chinois      | 3     | 2         | 1           | 0        |
| Thaïlande           | 4     | 0         | 0           | 4        |
| Timor oriental      | 4     | 2         | 2           | 0        |
| Turkménistan        | 2     | 0         | 0           | 2        |
| Vietnam             | 2     | 0         | 0           | 2        |
| Yémen               | 6     | 0         | 2           | 4        |

## Les 5 meilleurs buteurs
| Rang | Joueur            | Buts | Sél. | Première sélection | Dernière sélection |
| ---- | ----------------- | ---- | ---- | ------------------ | ------------------ |
| 1    | Nirajan Rayamajhi | 13   | 21   | 2000               | 2008               |
| 1    | Hari Khadka       | 13   | 39   | 1995               | 2006               |
| 1    | Anjan Bista       | 13   | 61   | 2014               |                    |
| 4    | Ju Manu Rai       | 11   | 53   | 2006               | 2015               |
| 5    | Nawayug Shrestha  | 10   | 49   | 2015               |                    |
| 5    | Anil Gurung       | 10   | 53   | 2007               | 2017               |
| 5    | Bharat Khawas     | 10   | 59   | 2008               |                    |

## Sélectionneurs de l'équipe du Népal
| - Rudi Gutendorf 1981 - Joe Kinnear 1987 - Torsten Spittler 1999 - Stephen Constantine 1999–2001** - Yoo Kee-Heung 2003–2005 | - Toshihiko Shiozawa 2005–2006 - Shyam Thapa 2006–2007 - Thomas Flath 2008 - Birat Krishna Shrestha 2008–2009 - Maheshwor Mulmi 2009–2011 | - Graham Roberts 2011–2012 - Krishna Thapa 2012* - Jack Stefanowski 2013 - Raju Kaji Shakya 2014* - Jack Stefanowski 2014–2015 | - Dhruba KC 2015* - Patrick Aussems 2015–2019 - Johan Kalin 2019-2020 - Bal Gopal Maharjan 2020-2021 - Abdullah Al-Mutairi avr.2021-sept. 2022 - Pradip Humagain (intérim) sept. 2022 - Prabesh Katuwal (intérim) nov. 2022 - février 2023 - Vincenzo Alberto Annese 1er mars 2023-sept. 2024 - Matt Ross (depuis le 24 janvier 2025) |

*Intérim
**ANFA Suspendu pour deux ans FIFA